# Helminthostachys
Helminthostachys is een monotypisch geslacht (met slechts één soort) van varens uit de addertongfamilie (Ophioglossaceae).
Helminthostachys zeylanica is een terrestrische plant uit Zuidoost-Azië en Australië,ook wel bekend als 'Kamraj' of 'Tukod-langit'.

## Naamgeving en etymologie
- Synoniemen: Botryopteris Presl (1825), Ophiala Desvaux (1827)

De botanische naam Helminthostachys is een samenstelling van Oudgrieks ἕλμινς, helmins (worm) en στάχυς, stachus (aar), naar de vorm van de sporenaren.

## Kenmerken
Voor de kenmerken van dit geslacht, zie de soortbeschrijving.

## Taxonomie
Helminthostachys vormt, volgens onderzoek uit 2003 naar de nucleotidensequentie van het rbcL- en het trnL-F-gen, een monofyletische clade, naast de andere geslachten van de Ophioglossales.
Sommige auteurs plaatsen het geslacht in de aparte familie Helminthostachyaceae, maar de recente (2006) classificatie van Smith en anderen houdt het bij één overkoepelende familie, Ophioglossaceae.
Het geslacht is monotypisch, het omvat slechts één soort.

### Soortenlijst
- Helminthostachys zeylanica (L.) Hook. (1840)

Botrychium (Maanvaren) · Botrypus · Cheiroglossa · Helminthostachys · Japanobotrychium · Mankyua · Ophioderma · Ophioglossum (Addertong) · Sceptridium